# Dan Miller (artiste)
Pour les articles homonymes, voir Dan Miller et Miller.
Daniel Miller, dit Dan Miller, né à Castro Valley (Californie) en 1961, est un artiste américain d'art brut qui dessine au Creative Growth Art Center.

## Biographie
Dan Miller naît aux États-Unis, dans la localité californienne de Castro Valley. Il grandit dans un contexte familial difficile. Atteint de troubles autistiques et d’épilepsie, il suit sa scolarité élémentaire dans le cadre d’un programme éducatif spécialisé. Il fréquente durant plusieurs années un centre d’expression situé dans sa ville natale, avant de rejoindre le Creative Growth Art Center d'Oakland à partir de 1988,,.
Il travaille aux côtés de Judith Scott avant le décès de cette dernière. Judith Scott et lui ont été invités à la Biennale Arte 2017 (exposition d'art contemporain) à Venise de mai à fin novembre 2017,. 
Miller produit des œuvres comprenant un amalgame de lettres et de mots inscrits les uns sur les autres, où se conjuguent écritures et éléments figuratifs, et constituant ainsi un « feuilletage de mots incompréhensibles ». Il utilise des techniques et des matériaux assez divers, notamment l'encre, le crayon, le stylo, la peinture, le feutre, la céramique, le bois ou l'imprimerie et « peut longuement travailler à un dessin ou au contraire l’exécuter très vite. »

« Passionné par certains objets et thématiques, en premier lieu la nourriture et les ampoules, il trace dans ses dessins, de manière obsessionnelle, les mots qui s’y rapportent. Mots et chiffres se superposent jusqu’à devenir des structures quadrillées abstraites d’une grande intensité. Laissant place avant tout au trait et à la ligne, l’auteur fait presque disparaître les lettres dans la trame saturée de ses dessins. »

— Collection de l'art brut
Il exécute ses compositions comme s’il entrait en transe : il procède avec des mouvements répétitifs et semble imperturbable. Sujet aux crises d'épilepsie, il travaille la plupart du temps avec un casque sur la tête pour éviter les blessures.

## Reconnaissance
Reconnu comme artiste outsider, son travail figure dans plusieurs musées d'art brut tels que la Collection de l'art brut (Lausanne), The Museum of Everything, à Londres, ou la Collection abcd à Montreuil.
Des œuvres  de Miller sont également conservées dans les collections permanentes du Museum of Modern Art et du Centre Pompidou à Paris qui en possède cinq.

### Collections
- Centre Pompidou, Paris
- Collection de l'art brut, Lausanne
- Collection abcd[9], Montreuil
- The Museum of Everything, Londres
- The Museum of Modern Art[8], New York

### Filmographie
- Bruno Decharme, Dan Miller, production abcd, 2007, film de 4 min